# Aglaonema cochinchense
Aglaonema cochinchense är en kallaväxtart som beskrevs av Adolf Engler. Aglaonema cochinchense ingår i släktet Aglaonema och familjen kallaväxter. Inga underarter finns listade.